# برادلي فولر
برادلي فولر (بالإنجليزية: Brad Fuller)‏ هو منتج أفلام وتلفزيون أمريكي. ولد يوم 5 نوفمبر 1955. شارك في ملكية بلاتينوم دونز مع كل من مايكل بي وأندرو فورم.

## روابط خارجية
- برادلي فولر على موقع IMDb (الإنجليزية)
- برادلي فولر على موقع بوكس أوفيس موجو (الإنجليزية)
- برادلي فولر على موقع قاعدة بيانات الفيلم (الإنجليزية)